# Staphorst (dorp)
Staphorst (uitspraakⓘ; Nedersaksisch: Stappest, [stɑpəst]ook wel Stappers [stɑpəs]) is een dorp in de Nederlandse provincie Overijssel, en de hoofdplaats van de gelijknamige gemeente. Staphorst is de op vier na grootste plaats van Noordwest-Overijssel (ook wel de Kop van Overijssel genoemd), na de plaatsen Kampen, Steenwijk, IJsselmuiden en Genemuiden.

## Dorpskarakter
Samen met Rouveen vormt Staphorst een typisch voorbeeld van lintbebouwing aan de Oude Rijksweg/Gemeenteweg. Opvallend aan Staphorst en Rouveen zijn de (fel)groene luiken in combinatie met (fel) blauwe raamdorpels, deuren met boven de voordeur vaak een zogenaamde levensboom en de klederdracht die vroeger van jong tot oud door mannen en vrouwen gedragen werd. Kinderen die permanent of alleen in de winter in klederdracht lopen, zijn al een zeldzaamheid. Ook volwassen mannen zie je er niet meer in lopen, op een paar bejaarde mannen na. Volwassen vrouwen die in klederdracht lopen zijn er nog wel redelijk veel. Sinds 1937 is in de Algemene Plaatselijke Verordening vastgelegd dat het verboden is "iemand op of aan de weg zonder diens toestemming te fotograferen". Vroeger (tot 1970) was het een traditie in Staphorst dat de kinderen een boerderij achter de boerderij van de ouders bouwden. Zo ontstond vaak een aantal boerderijen achter elkaar. Door ruimtegebrek wordt dit tegenwoordig nog maar weinig gedaan.
Tot in de jaren 40 van de 20e eeuw werd er gebruikgemaakt van het zogenaamde nachtvrij-luik. Hierdoor kon een jongen zich toegang verschaffen tot de woning en het bed van een meisje, om elkaar beter te leren kennen. Deze traditie was in de zeventiende eeuw wijdverbreid in Nederland, maar werd daarna steeds meer als zondig en onfatsoenlijk bestreden. Staphorst en Rouveen zijn de laatste plaatsen waar het nachtvrijen begin twintigste eeuw nog voorkwam.
In 1971 was Staphorst wereldnieuws vanwege een uitbraak van polio (kinderverlamming). Diverse inwoners wilden om godsdienstige redenen niet dat hun kinderen tegen dit virus werden ingeënt. Zij vonden inenten in strijd met de Goddelijke voorzienigheid. Hierdoor werden 39 personen (de meesten van hen waren kinderen) met deze ziekte besmet. Vijf van hen overleden, een aantal anderen raakten invalide. Heden ten dage ligt de situatie anders en zijn de meeste Staphorsters ingeënt. Omdat echter zo'n twintig procent nog altijd niet is ingeënt en vanwege het feit dat het gaat om een in één gemeente samenlevende groep, geldt deze plaats alsook vergelijkbare andere plaatsen in Nederland als - de enige Europese - risicogebieden voor de Wereldgezondheidsorganisatie.
In 2006 zijn enkele bewoners van Staphorst in conflict geweest met de postbezorging van de TPG/TNT. Deze wilde de post niet meer bezorgen aan boerderijen die gelegen waren achter andere boerderijen omdat er verschil van mening bestaat of de stegen tot de openbare weg behoren of niet. Wanneer deze wel tot de openbare weg behoren, moet de post bezorgd worden, maar ook: dan moet de gemeente Staphorst voor het onderhoud zorgen en in het andere geval de aanwonenden zelf.

## Kerkelijkheid

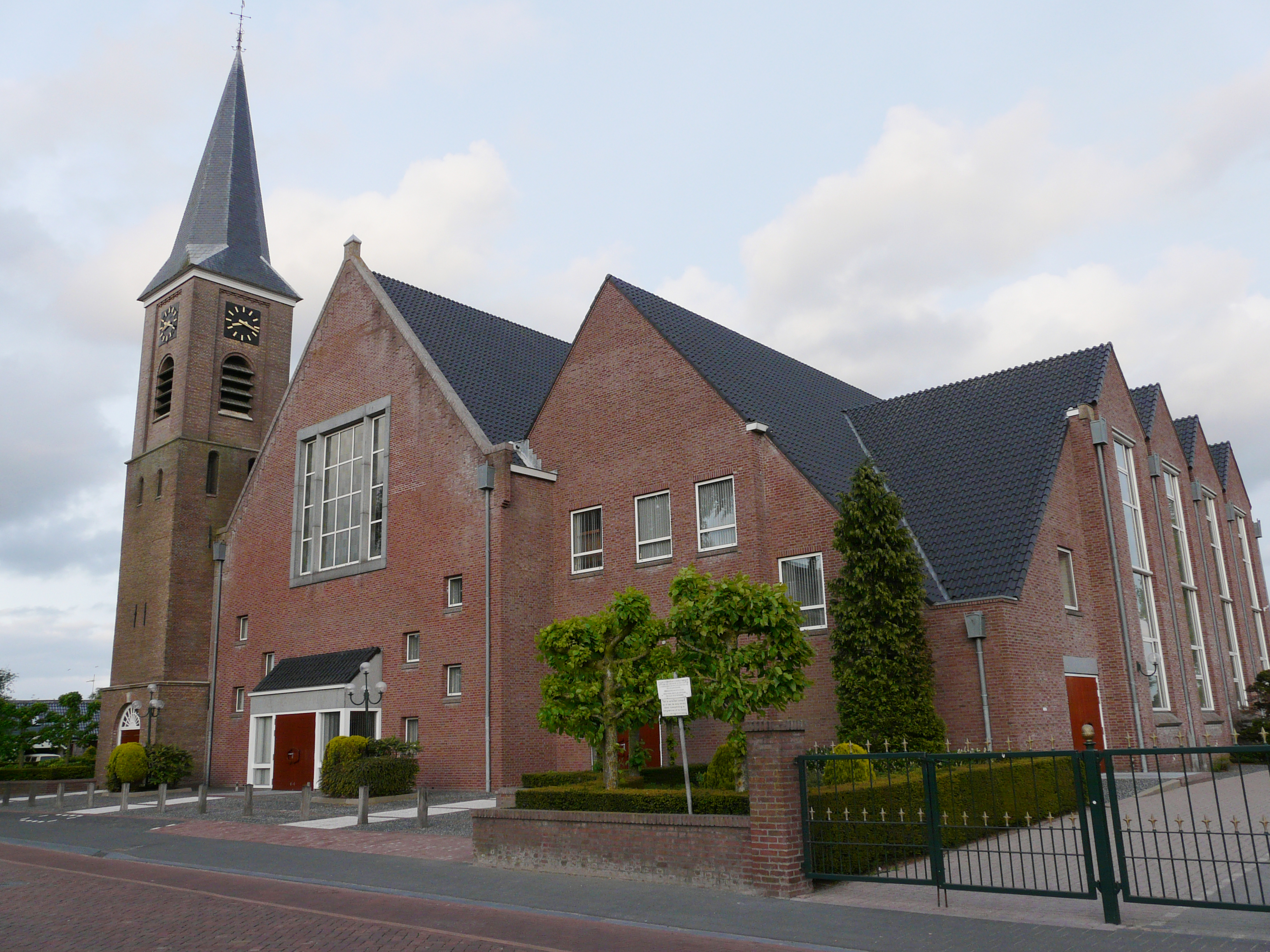
Dorpskerk Staphorst

De gemeenschap van Staphorst staat bekend als een van de meest kerkelijke binnen Nederland en is gesloten van karakter. De zondagsrust wordt sterk in acht genomen en de kerkdiensten in de protestantse kerken worden druk bezocht. Staphorst heeft de grootste hersteld hervormde gemeente van Nederland. De dorpskerk van Staphorst, die door deze gemeente in gebruik is, heeft 2300 zitplaatsen en zit twee keer per zondag vol.
Op speciale dagen zoals biddag en dankdag zijn in Staphorst de meeste winkels en bedrijven gesloten. Het lijkt dan een normale zondag; de meeste kerkdiensten worden dan echter 's morgens en 's avonds gehouden. In het verleden was er in Staphorst weleens een volksgericht, waarbij bijvoorbeeld een paar dat overspel had gepleegd, in het openbaar werd gestraft. Dit is echter sinds 1961 niet meer voorgekomen. Een recent voorbeeld van de maatschappelijke doorwerking van de grote rechtzinnige kerkelijkheid betrof een archeologisch rapport dat in verband met een verplicht op te stellen archeologische waardenkaart van de gemeente begin 2010 werd uitgebracht en beroering veroorzaakte doordat het rapport repte van 'zandruggen van miljoenen jaren geleden', hetgeen op bezwaren stuitte bij gemeentelijke politici van orthodox-christelijken huize. De plaatselijke ChristenUnie en SGP vroegen het rapport aan te passen door er ook in te vermelden dat een aanzienlijk deel van de bevolking meent dat op grond van de Bijbel de aarde van veel jongere datum is, hetgeen zo gebeurde.
Op 30 oktober 2007 won een aantal inwoners van Staphorst als 'de Staphorsters' De Nationale Bijbeltest 2007. De deelnemer met de hoogste individuele score (9,5) kwam ook uit deze groep.
Er is geen katholieke kerk in Staphorst. Ook wordt het van oorsprong katholieke feest van Sinterklaas niet publiekelijk gevierd. Dit kwam in 2012 in het nieuws omdat de gemeente geen intocht van de Sint in de gemeente wilde bekostigen vanwege bezuinigingen. Vóór 1994 is er zelfs nooit een publiekelijke Sinterklaasviering gehouden.

## Monumenten

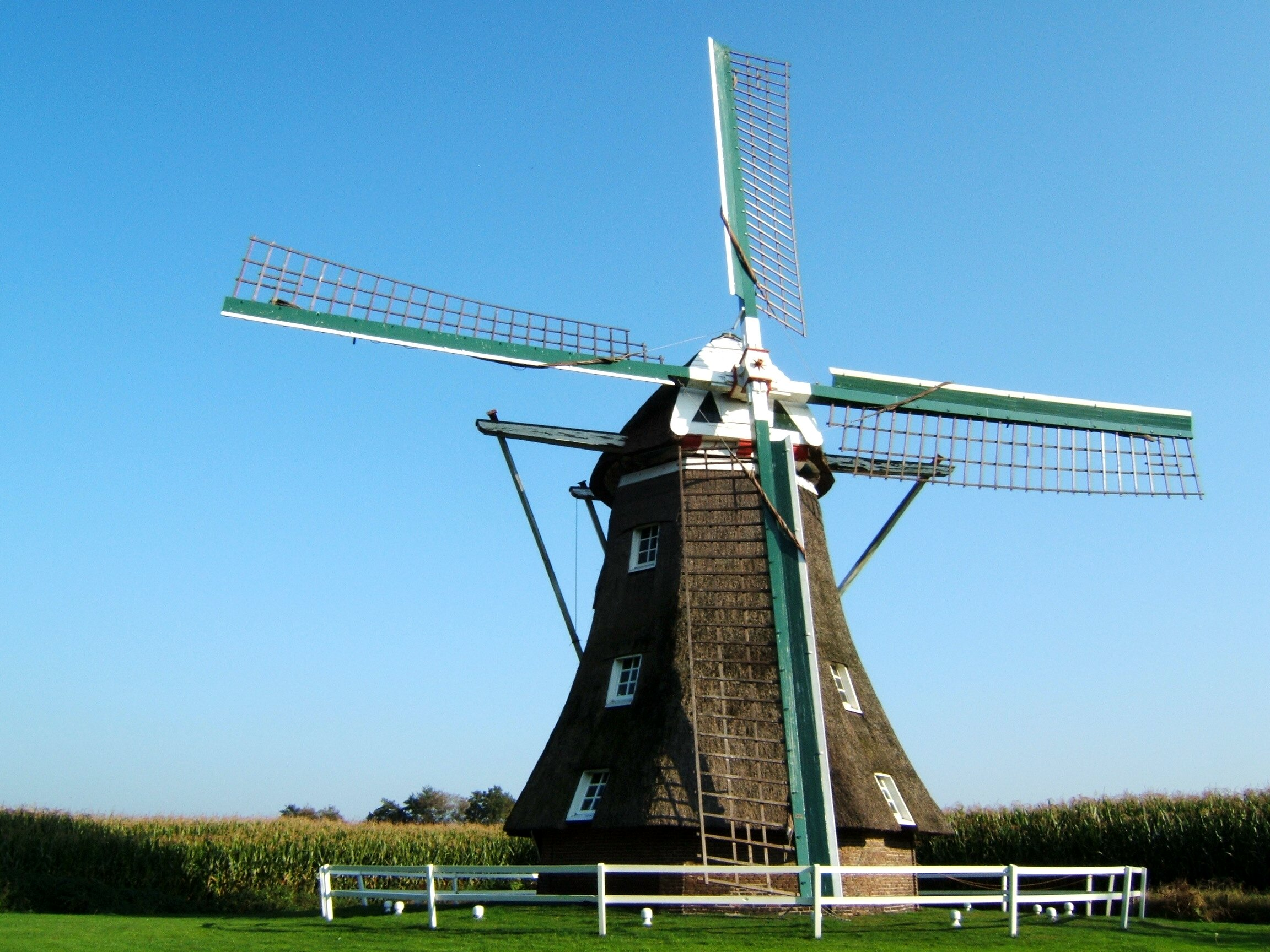
Molen De Leijen

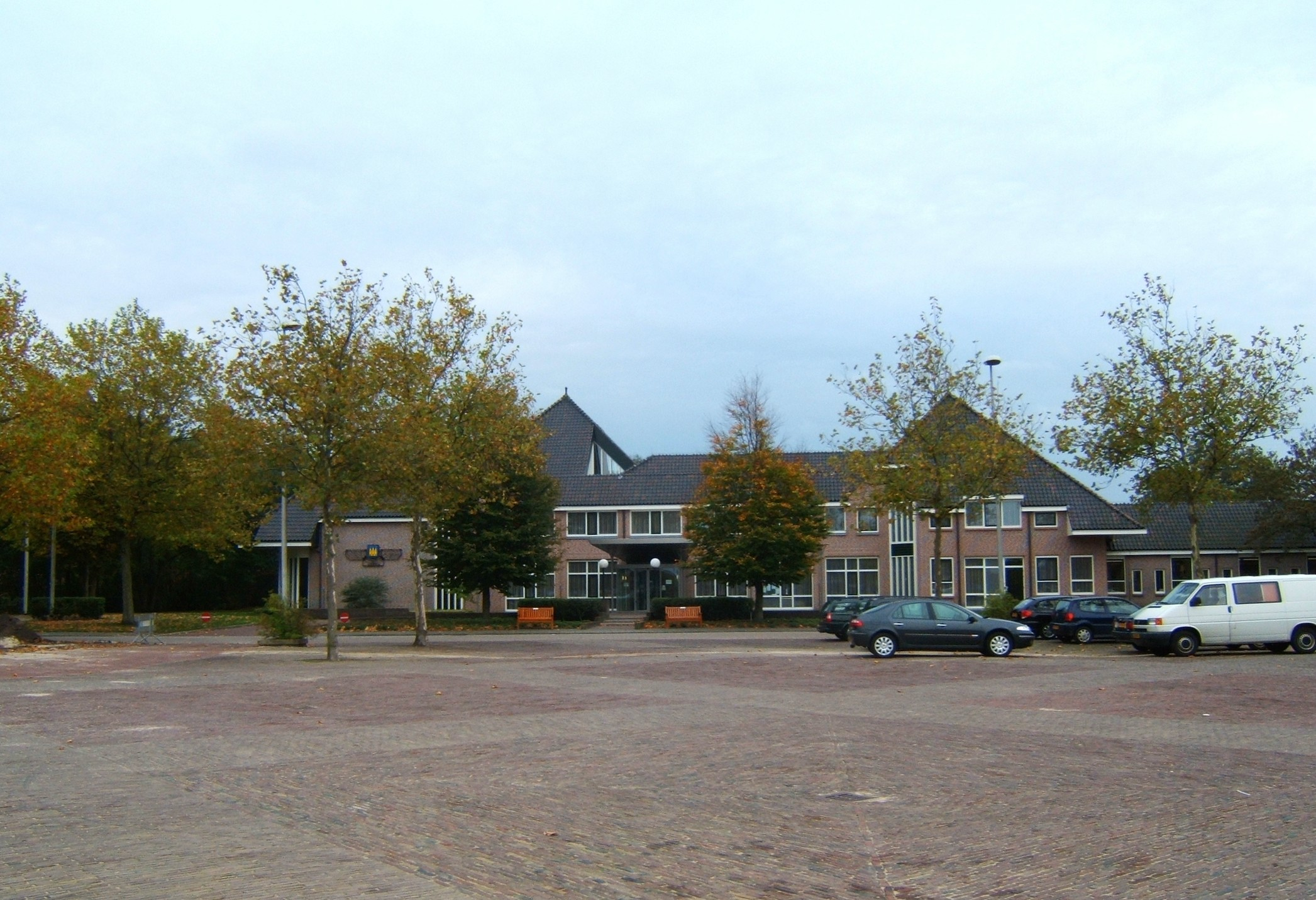
Gemeentehuis Staphorst

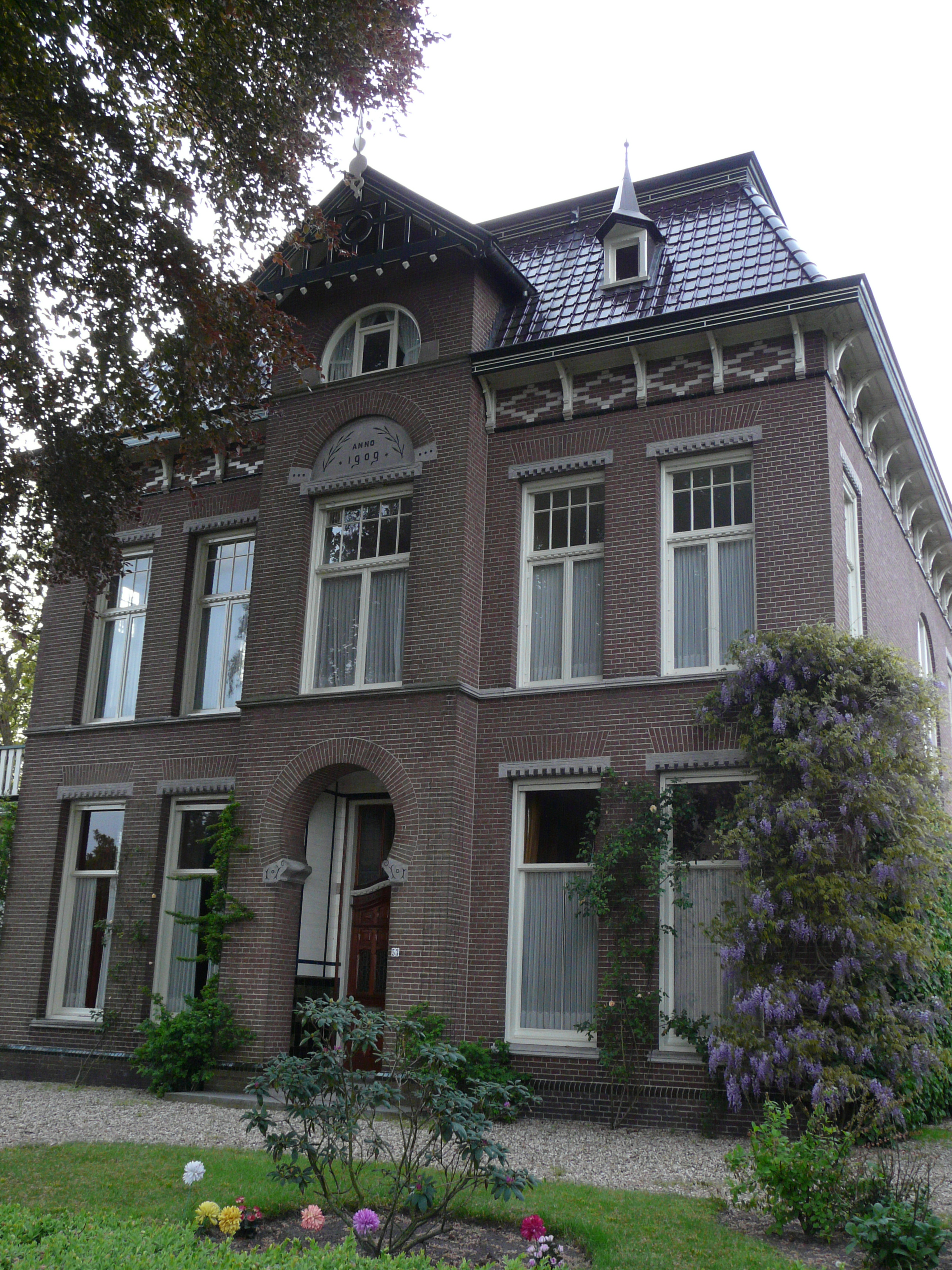
Pastorie, Gemeenteweg 53

Een deel van Staphorst is een beschermd dorpsgezicht. Verder zijn er in het dorp bijna 190 rijksmonumenten en een aantal oorlogsmonumenten, zie:
- Lijst van rijksmonumenten in Staphorst (plaats)
- Lijst van oorlogsmonumenten in Staphorst

Aan de Gemeenteweg dicht bij Halfweg staat de molen De Leijen, eveneens een rijksmonument.

## Toerisme
Een langzamerhand groter wordende bron van inkomsten is het toerisme, vooral in de zomermaanden. Daarvoor worden er -sinds jaren- in de maanden juli en augustus, op drie achtereenvolgende woensdagen, de Staphorstdagen gehouden. Tijdens deze dagen zijn er onder meer demonstraties van oude ambachten; in en om Museum Staphorst zijn er klederdrachtshows.
De Stien Eelsingh Stichting heeft op 12 maart 2009, in het bijzijn van de dochter van Stien Eelsingh, Margreet Frankot, de aquarel "Kindervreugde" aan de gemeente Staphorst overhandigd en daarbij de wens geuit dat er ooit een Stien Eelsinghmuseum in Staphorst gerealiseerd kan worden. Deze aquarel was in 2008 uit een nalatenschap in Zuid-Nederland tevoorschijn gekomen.

## Gemeentehuis
Het huidige gemeentehuis dateert uit de jaren 1981-1982 en is door twee plaatselijke aannemers gezamenlijk gebouwd. Op 9 juni 1982 werd het door prins Claus officieel geopend. In 2003 werd het nodig het gemeentehuis te verbouwen en uit te breiden. Deze verbouwing begon in de herfst van 2003 en werd in het voorjaar van 2004 voltooid. Er is een etage bovenop gekomen, maar toch werd het dorpse karakter zo veel mogelijk behouden. Er werd goed gekeken naar de huizen in de omgeving om het gebouw volgens de normen van de welstandscommissie te laten passen in de omgeving. In het gemeentehuis zijn de deuren naar de trouwzaal gemaakt van diverse panelen, uitgevoerd in houtsnijwerk.

## Verkeer en vervoer
De autosnelweg A28 loopt langs Staphorst (afrit 23). Per bus is Staphorst te bereiken met lijn 40 (Zwolle - Meppel) van EBS (schoolbussen niet meegeteld). Op zondag rijdt deze buslijn niet. Ook gaat er een spoorlijn door het dorp, maar het Staphorster station is in 1935 opgeheven. In de ontwerp-structuurvisie van maart 2013 geeft de gemeente aan dat er op de historische stationslocatie weer een nieuw station komt.

## Economie
Er zijn diverse winkels in Staphorst. Daarnaast heeft het dorp twee bedrijventerreinen, De Baarge en De Esch, samen ongeveer 100 hectare groot. De Baarge ligt parallel aan de spoorlijn Zwolle-Meppel en De Esch aan de A28. Even buiten de bebouwde kom van Staphorst staan drie windmolens in windpark Spoorwind.

## Plaatselijke specialiteiten
- Staphorster stip: brij van volle melk, boekweit en dobbelsteentjes spek met spekvet.
- Proemenkreuze: mengsel van pruimen, rozijnen, stroop, aardappelmeel en boter, als bij- of nagerecht.
- Staphorster rolletjes: gebakjes in de vorm van besuikerde rolletjes, aan de uiteinden gedoopt in chocolade en gevuld met een soort pudding.
- Staphorster pannenkoeken: over de pannenkoeken worden gebakken uien, spiegeleieren en uitgebakken spek met spekvet gedaan.

## Bekende inwoners

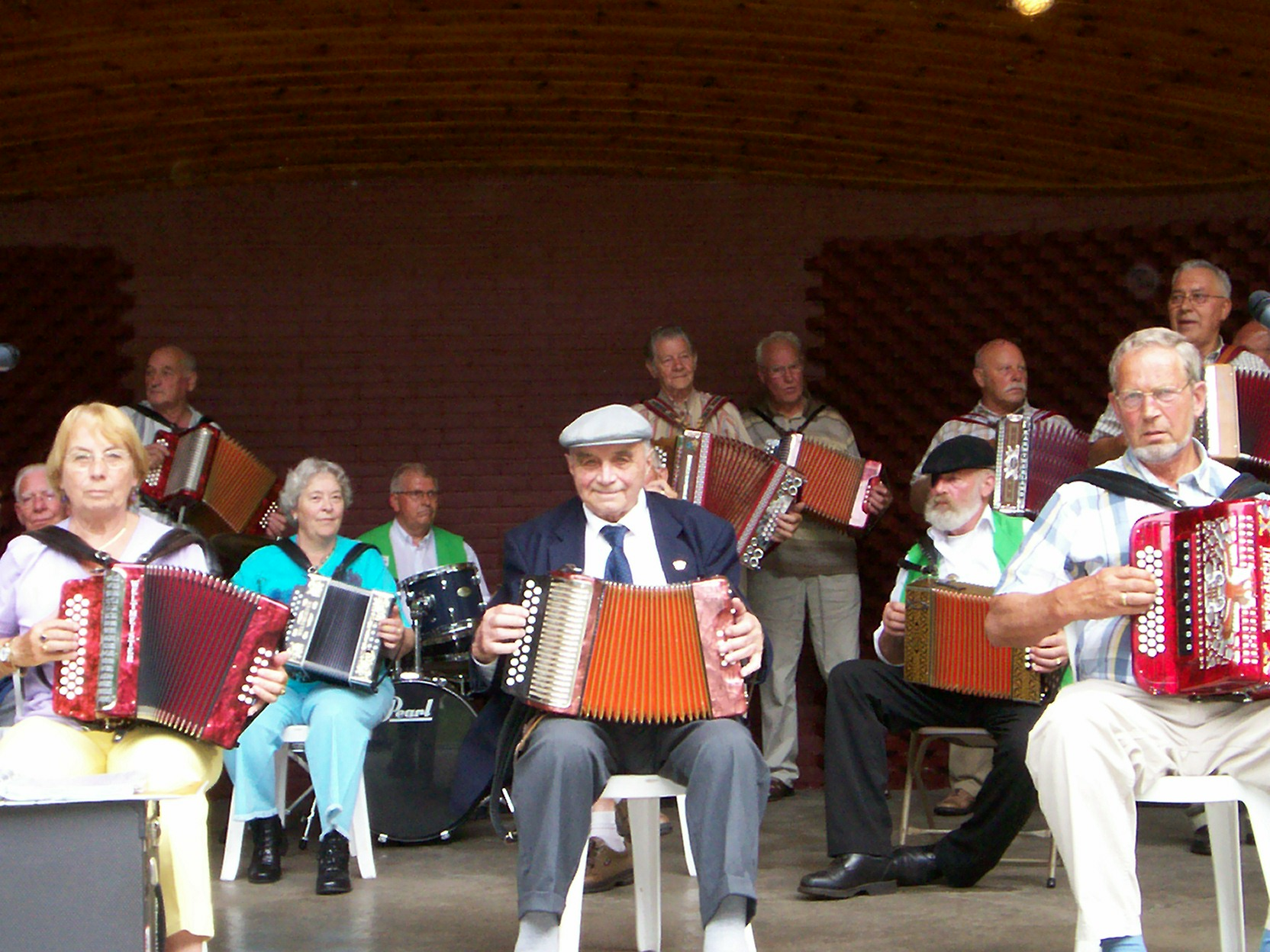
Hendrik Sterken Rzn (midden) speelt trekharmonica

### Geboren
- Gerrit Jan Hillegondus Ebbinge Wubben (1834-1908), burgemeester van Grijpskerk en Smilde
- Cornelis Philippus Ebbinge Wubben (1837-1904), burgemeester van Vries
- Roelof Bisschop (1956), geschiedkundige en Tweede Kamerlid
- Bas Bloemen (1987), voetballer
- Staphorster Boertje (1840-1922), kruidendokter en kwakzalver (Peter Stegeman)
- Hilligje Kok-Bisschop (1948), activiste voor emancipatie binnen de kerk
- Hendrik Sterken Rzn (1915-2010), schrijver, dichter en muzikant
- Karlo Timmerman (1986), marathonschaatser en inline-skater
- Aalt Toersen (1945), motorcoureur
- Joan Veijer (1976), motorcoureur
- Tjerk Vermaning (1929-1987), amateurarcheoloog
- Klaas Weide (1931-2005), voetbalbestuurder (FC Groningen) en politicus (o.a. burgemeester van Marum en Haren, VVD)
- Collin Veijer (2005), motorcoureur

### Woonachtig
- Stien Eelsingh (1903-1964), kunstschilderes
- Roelof Frankot (1911-1984), kunstschilder en fotograaf
- Jan Gunnink (1894-1954), verzetsstrijder en veehouder
- Tjitze de Jong (1942-2014), predikant